# Grigore Maior

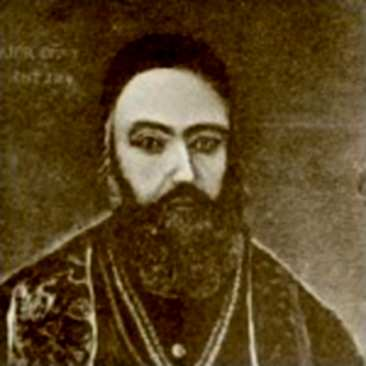
Bischof Grigore Maior

Grigore Maior OSBM, geboren als Gavrilă Maior (* 1714 in Szeuka, Komitat Klausenburg, Großfürstentum Siebenbürgen; † Februar 1785 in Blaj), war Bischof von Făgăraș in der rumänischen griechisch-katholischen Kirche.

## Leben
Der Sohn eines rumänischen Priesters trat in den Orden der Basilianer des hl. Josaphat ein und er studierte in Ungarn. Im Jahr 1740 schickte ihn Bischof Inocențiu Micu Klein zum weiteren Studium der Philosophie und Theologie an das Päpstliche Griechische Kolleg vom Hl. Athanasius in Rom mit Anschluss-Studium an der Päpstlichen Universität Urbaniana. Dort promovierte er zum Doktor der Philosophie und Doktor der Theologie. Am 25. Dezember 1745 wurde er in der byzantinischen Kirche St. Athanasius in Rom zum Ordenspriester geweiht. 1747 kehrte er nach Blasendorf zurück und trat in das dortige Kloster Heilige Dreifaltigkeit ein. 
Bei der Bischofswahl 1751 für den am 17. Mai zurückgetretenen Bischof Micu Klein musste er Petru Pavel Aron den Vortritt lassen; bei der Wahl 1764, nach dem Tod des Bischofs Aron, ernannte Kaiserin Maria Theresia Atanasie Rednic zum Nachfolger.
Am 27. Oktober 1772 wurde er schließlich zum Bischof von Făgăraș ernannt und am 8. März 1773 von Papst Clemens XIV. bestätigt. Konsekriert wurde er am 4. Mai 1773 in der Kirche am kaiserlichen Hof in Wien durch Bazilije Božičković OSBM, Titularbischof von Diocletianopolis in Palaestina, in Anwesenheit von Kaiserin Maria Theresia und ihrem Sohn, dem späteren Kaiser Joseph II. Nach seiner Installation im Bistum Făgăraș wurde er auch persönlicher Berater der Kaiserin. Er sorgte sich um die Priesterausbildung, ließ Kirchen bauen und setzte sich für die Landbevölkerung ein. Ein Streit mit der lutherischen Union vor dem Gerichtshof zwang ihn am 22. September 1783 zum Rücktritt.
Zurückgezogen im Kloster starb er Anfang Februar 1785 und wurde am 6. Februar in der Bischofsgruft auf dem Friedhof in Blaj beigesetzt.